# María Adelaida Puerta
María Adelaida Puerta  (Medellín, Kolumbia, 1982. április 30. –) kolumbiai színésznő.

## Élete és pályafutása
1982. április 30-án született Medellínben. 
Karrierjét 2000-ben kezdte. 2007-ben Catalina szerepét játszotta a Sin tetas no hay paraíso című sorozatban. 2009-ben az El Capóban kapott szerepet. 2012-ben főszerepet játszott a Pillangó - Az alvilág úrnője című telenovellában.

## Filmográfia

### Telenovellák
- Super Cerebros (2014)
- El Capo 2 (2012) — Pilar Monroy / La Perrys
- Pillangó - Az alvilág úrnője (La Mariposa) (2012) —  Alicia Benítez
- La Pola (2010) — María Tadea Lozano
- El Capo (2009) — Pilar Monroy / La Perrys
- Tiempo final (2008) — Viviana
- Montecristo (2007) — Victoria Sáenz
- Las profesionales, a su servicio (2006)
- Buscando el cielo (2006)
- Sin tetas no hay paraíso (2006) — Catalina Santana
- La mujer en el espejo (2004) — Giselle
- Todos quieren con Marilyn (2004) — Lina
- El vuelo de la cometa (2004) — Victoria
- Francisco el matemático

### Filmek
- Adictos película (2009) — Cristina
- Collar de perlas (2007) — María
- Cuando rompen las olaa (2006) — Sofía (fiatal)
- El colombian dream (2005) — La súper Nena
- Sudadera doble faz (2001)
- Posesión extraterrestre (2000)

## Díjak és jelölések
TVyNovelas-díj (Kolumbia)
| Év   | Kategória              | Telenovella              | Eredmény |
| ---- | ---------------------- | ------------------------ | -------- |
| 2013 | Legjobb női főszereplő | La Mariposa              | Jelölve  |
| 2013 | Legjobb női főgonosz   | El Capo 2                | Jelölve  |
| 2010 | Legjobb női főgonosz   | El Capo                  | Elnyerte |
| 2007 | Legjobb női főszereplő | Sin tetas no hay paraíso | Jelölve  |

India Catalina-díj
| Év   | Kategória               | Telenovella              | Eredmény |
| ---- | ----------------------- | ------------------------ | -------- |
| 2013 | Legjobb női főszereplő  | La Mariposa              | Jelölve  |
| 2010 | Legjobb női főgonosz    | El Capo                  | Elnyerte |
| 2007 | Legjobb női felfedezett | Sin tetas no hay paraíso | Elnyerte |